# Marie-Joseph Chénier
Marie-Joseph Chénier (Konstantinápoly, 1764. április 28. – Párizs, 1811. június 10.) francia drámaíró, költő, André Chénier öccse.

## Élete
Hazakerülve, tagja volt a jakobinus klubnak 1804-ig. Az ő indítványára határozták el 1792-ben a népiskolák szervezetét. 1803-ban főtanfelügyelő volt. 1806-1807-ben felolvasásokat tartott a francia irodalomról, melyek nyomtatásban Tableau historique des progres de la littérature française depuis 1789 cím alatt jelentek meg. 1816-ban Chénier-t a forradalmi időszak legjelesebb drámaírójának tartották.
Legnagyobb sikert ért el Charles IX című szomorújátéka (1789) melyeket követtek következő, akadémiai stílusban írt, patetikus szabadság-frázisokkal bővelkedő darabjai: Jean Calas ou l'école des juges (1792); Caďus Gracchus (1793); Fénélon (1793); Timoléon (1795); Philippe II; Tibere stb. Írt ódákat is, melyekben a forradalmat dicsőítette. Chant du départ című dala csaknem oly híres, mint a Marseillaise. Legjobban sikerültek az episztolái és szatirikus versei.
Epître sur la calomnie (1795) című versében igazolja magát az ellen a vád ellen, mintha testvére halálának ő is oka lett volna; Les nouveaux Saints versében Chateaubriand katolicizmusa ellen fordul. Összes műveit (Oeuvres) kiadták N. Lemerrier (8 kötet, Párizs, 1823) és Arnault (5 kötet, Uo. 1824-26); aztán Daunon (Oeuvres posthumes, 3 kötet; uo. 1824).